# Банкрана
Банкрана (енгл. Buncrana, ир. Bun Cranncha) је значајан град у Републици Ирској, у северном делу државе. Град је у саставу округа Донегол и представља други по величини његов град. 

## Географија
Град Банкрана се налази у северном делу ирског острва и Републике Ирске и припада покрајини Алстер. Град је удаљен 260 километара северозападно од Даблина. 
Банкрана је смештена у бреговитом подручју северне Ирске, у заливу Суили, на месту где се у њега улицвају речице Крана (порекло имена) и Мил. Надморска висина средишњег дела града је 0-65 метара.
Клима: Клима у Банкрани је умерено континентална са изразитим утицајем Атлантика и Голфске струје. Стога град одликује блага и веома променљива клима.

## Историја
Подручје Банкране било је насељено већ у време праисторије. Данашње насеље води порекло од замка Нормана из 14. века.
Банкрана је од 1921. г. у саставу Републике Ирске. Опоравак града започео је тек последњих деценија, када је Летеркени поново забележио нагли развој и раст.

## Становништво
Према последњим проценама из 2016. г. Банкрана је имала око 7,5 хиљада становника. Последњих година број становника у граду се повећава.

## Привреда
Банкрана је последњих деценија значајно напредовала у привреди. Посебно се истиче туризам.

## Партнерски градови
- Fréhel

## Галерија
- Главна улица Банкране
- Трг Ардараван
- Дворац Банкрана